# Mathias Jung
Mathias Jung   (Brotterode-Trusetal, 17 de desembre de 1958) és un biatleta alemany, ja retirat, que va competir sota bandera de la República Democràtica Alemanya durant les dècades de 1970 i 1980.
El 1980 va prendre part en els Jocs Olímpics d'Hivern de Lake Placid, on disputà dues proves del programa de biatló. Fent equip amb Klaus Siebert, Frank Ullrich i Eberhard Rösch guanyà la medalla de plata en la cursa del relleu 4x7,5 km, mentre en la dels 20 quilòmetres fou vint-i-unè.
En el seu palmarès també destaquen dues medalles d'or i una de plata al Campionat del món de biatló i dos títols nacionals.